# Justin Bieber: Never Say Never
Justin Bieber: Never Say Never ist ein US-amerikanischer Autobiografie-Film des kanadischen Sängers Justin Bieber. Der Film zeigt die Karriere des Sängers und feierte am 11. Februar 2011 in Los Angeles Premiere. In Deutschland kam der Film am 10. März 2011 in die Kinos.

## Handlung
Der Film zeigt das Leben des Popstars Justin Bieber mit Aufnahmen von seiner Welttournee, My World Tour, im Jahr 2010 bis zu seinem Auftritt im Madison Square Garden. In manchen Szenen werden Backstage-Material und Interviews der Crew von der My World Tour gezeigt. Der Film enthält auch Szenen aus seiner Kindheit, aufgenommen von einem Camcorder.

## Produktion
Die Produktion begann im Sommer 2010 mit seinem Konzert im Madison Square Garden. Der Titel des Films wurde erst im Oktober 2010 bekanntgegeben. Der Regisseur Jon Chu sagte, dass der Film eine Dokumentation ohne geschnittene Szenen sein werde.

## Kritik
„Zielgruppe sind vor allem seine Fans, denen der Star mittels 3D eindrucksvoll-plastisch nahe gebracht [sic!] wird; dank angenehm selbstironischer Brüche ist der Film über seine Funktion als Star-Vehikel hinaus aber durchaus informativ und zudem unterhaltsam.“

## Trivia
In der IMDb landete Justin Bieber: Never Say Never auf Platz 1 der schlechtesten Dokumentationen. Der Konzertfilm hatte in den USA und Kanada bereits nach 5 Wochen mehr Einnahmen eingespielt als der davor erfolgreichste Konzertfilm Michael Jackson’s This Is It und ist somit der erfolgreichste Konzertfilm der Vereinigten Staaten und Kanada.